# Las Casitas, Veracruz
Las Casitas är en ort i Mexiko.   Den ligger i kommunen Papantla och delstaten Veracruz, i den sydöstra delen av landet, 240 km nordost om huvudstaden Mexico City. Las Casitas ligger 70 meter över havet och antalet invånare är 280.
Terrängen runt Las Casitas är platt. Runt Las Casitas är det ganska tätbefolkat, med 179 invånare per kvadratkilometer. Närmaste större samhälle är Cazones de Herrera, 13,1 km nordväst om Las Casitas. Omgivningarna runt Las Casitas är en mosaik av jordbruksmark och naturlig växtlighet.